# Телери
Те́лери, также Тэ́лэри или Тэ́лери (кв. Teleri, т. е. «Последние»; ед. ч. Тэлер) — в легендариуме Дж. Р. Р. Толкина эльфийский клан народа эльдар, третий по счёту и наиболее многочисленный из их числа. В Великом походе в Аман они шли позади остальных, часто и подолгу останавливаясь — отсюда и взялось их прозвище. Их вождями были братья Эльвэ и Ольвэ. Перед переходом через Мглистые горы от клана откололась небольшая группа, поселившаяся в долине реки Андуин и близлежащих лесах под предводительством Лэнвэ — эти эльфы были названы Нандор.
Сами себя телери называли Ли́ндар (кв. Lindar, т. е. «Певцы»; ед. ч. Линда) — музыке и пению они были обучены Валой Улмо, их покровителем. Кроме того, тех телери, которые в конечном итоге достигли Амана и поселились на острове Тол Эрессеа, звали Фа́лмари (кв. Falmari, т. е. «Народ волн»; ед. ч. Фа́лмар).

## Внешний вид
Внешне тэлери были очень похожи на своих сородичей нолдор. Тэлери имели светлую кожу и тёмные волосы, однако же уступали нолдор в росте и были более хрупкими.

## История
Тэлери были потомками праотца Энеля и его семидесяти четырёх спутников, племени эльфов-нельяр. Позже, во время Великого Похода эльфов в Валинор, вождём тэлери стали Эльвэ, впоследствии ставший известен как Элу Тингол, и его брат Ольвэ.
В Белерианде тэлери встретились с Майар Оссэ и Уинен и полюбили Море. Оссэ уговорил часть тэлери остаться в Фаласе; позднее этих тэлери и тех, кто разыскивал Эльвэ, ушедшего с Майа Мелиан, назвали «синдар». Остальных тэлери Вала Ульмо переправил в Аман, на остров Тол-Эрессеа.
По просьбе Оссэ, Ульмо остановил Тол-Эрессеа у побережья Эльдамара, в одноимённом заливе. Там тэлери и обитали долгое время, рядом с Морем и в свете Древ Валар. С годами этот свет всё сильнее зачаровывал тэлери, и они стремились к нему, поэтому Оссэ научил их строить корабли. На своих кораблях тэлери пересекли воды, отделявшие Тол-Эрессеа от Амана, и вместе с помогавшими им в этом нолдор возвели на побережье Благословенного Края город-порт Альквалондэ.
Тэлери жили уединённо и мирно, и распри нолдор обходили их стороной. Но однажды покой тэлери был нарушен: Феанор, явившись в Альквалондэ во главе войска мятежных нолдор, просил у тэлери помощи (переправить войско нолдор на своих кораблях, помочь построить корабли или дать в пользование свои), чтобы переправиться в Средиземье. Ольвэ, правитель тэлери, отказался уступить ему, так как был предан Валар и не собирался делать что-либо против их воли. Тогда Феанор приказал отнять корабли силой, но тэлери оказали сопротивление и поначалу сбросили многих нолдор Феанора в море, однако, когда подошли основные силы нолдор из народа Финголфина, тэлери не устояли и были во множестве истреблены, а их корабли стали трофеями Феанора. Впервые в истории Арды эльдар убивали друг друга; впоследствии это стало известно как Резня в Альквалондэ, ибо в тот день погибли многие тэлери (их вооружение значительно уступало вооружению нолдор).
В конце Первой эпохи тэлери предоставили свои корабли воинству Валинора, двинувшемуся на Великую Битву с Морготом. Они поступили так отнюдь не из любви к нолдор, но потому, что хотели помочь своим сородичам-синдар, страдавшим в Средиземье от тирании Моргота. Однако сами тэлери не приняли непосредственного участия в боевых действиях и не сходили на берег. После возвращения из Средиземья тэлери уже не покидали своих владений на Западе.

## Нандор
На́ндор (кв. Nandor, т. е. «Повернувшие назад»; ед. ч. На́ндо) — как уже было отмечено выше, так назвали эльфов из числа тэлери, которые устрашились вида Мглистых гор и предпочли остаться на востоке Средиземья, заселив долину реки Андуин. Со временем они основали эльфийские государства в Лотлориэне и Лихолесье. Нандор лучше прочих эльфов понимали живых существ, любили леса и проточную воду. Они носят зелёное и славятся певческим талантом, а их излюбленное оружие — длинные луки. К концу Третьей эпохи нандор жили только в Лориэне и северной части Лихолесья, где были верными подданными леди Галадриэль и короля Трандуила соответственно. Из всех эльдар только нандор состояли в хороших отношениях с авари.

### Лаиквэнди
Впоследствии некоторые нандор, названные Лаиквэ́нди (кв. Laiquendi, т. е. «зелёные эльфы»; также Ла́эгрим (синд. Laegrim), в том же значении), под предводительством Дэнетора, сына Ленвэ, всё же перевалили через Синие горы и пришли в Белерианд. С позволения короля Тингола они поселились в Оссирианде, где жили в мире и гармонии с природой под опекой Валы Ульмо, охранявшего реку Гелион. В войнах они участвовали лишь дважды — в первый раз синдар в союзе с лаиквэнди одержали победу над войском Моргота в Первой битве за Белерианд (в сражении на холме Амон Эреб героически погиб Дэнетор), а во второй раз лаиквэнди помогли Берену отомстить гномам Ногрода, разорившим Менегрот. После затопления Белерианда они остались в Линдоне и стали, вероятно, подданными короля Гил-Галада.

## Язык
Тэлери говорили на своём языке, линдарине, являвшемся диалектом синдарина. Сами тэлери диалектом его не считали и расценивали как отдельный язык.